# Rivière du Rempart

Distriktets läge.

Distriktet Rivière du Rempart är ett av önationen Mauritius nio distrikt. Distriktet ligger på öns nordöstra del.

## Geografi
Distriktet har en yta på cirka 147 km² och är det näst minsta till ytan. Befolkningen uppgår till cirka 108 000 invånare. Befolkningstätheten är 700 invånare / km².
Inom distriktet ligger bland andra orterna Grand Baie, Petit Raffray och Goodlands.

## Förvaltning
Distriktet förvaltas av en Chairman och ISO 3166-2 koden är "MU-RR". Huvudorten är Mapou, tidigare var det Rivière du Rempart.
Distriktet är underdelad i 19 municipalities.